# Hesston (Kansas)
Hesston é uma cidade localizada no estado americano de Kansas, no Condado de Harvey.

## Demografia
Segundo o censo americano de 2000, a sua população era de 3509 habitantes.
Em 2006, foi estimada uma população de 3656, um aumento de 147 (4.2%).

## Geografia
De acordo com o United States Census Bureau tem uma área de
6,7 km², dos quais 6,7 km² cobertos por terra e 0,0 km² cobertos por água. Hesston localiza-se a aproximadamente 451 m acima do nível do mar.

## Localidades na vizinhança
O diagrama seguinte representa as localidades num raio de 16 km ao redor de Hesston.